# Луиза Л. Хеј
Луиза Лин Хеј (енгл. Louise Lynn Hay; Лос Анђелес, 8. октобар 1926 — Сан Дијего , 30. август 2017) била је амерички мотивациони аутор и оснивач куће Хеј хаус. Ауторка је неколико књига о самопоуздању. Рођена је у Лос Анђелесу. Родитељи су јој били Хенри Џон Луни и Вероника Чвала. Испричала је своју животну причу у интервјуу за Марка Опенхајмера из Њујорк тајмса маја 2008. У њој је изјавила да је одрасла у породици у којој се мајка, због сиромаштва, преудала за мушкарца за којег се ускоро открило да је насилник. Нажалост, њено несрећно детињство није се односило само на малтретирање и злостављање унутар породице.
Са 15 година напустила је средњу школу у Лос Анђелесу без дипломе, затруднела је и за 16. рођендан дала је своје новорођенче на усвајање. Затим се преселила у Чикаго, где је радила за врло малу суму новца.
Године 1950. поново се преселила у Њујорк. У овом тренутку променила је своје име и започела каријеру као модел. Постигла је успех, радећи за Била Блеса, Олега Касинија и Паулину Тригере.
Године 1954. удала се за енглеског бизнисмена Ендруа Хеја (1928—2001). После 14 година брака осећала се разорено када ју је оставио Шарман Даглас због друге жене. Описала је како јој је 1977. или 1978. године дијагностикован „неизлечиви” рак грлића материце и како је дошла до закључка да је задржавање незадовољства због злостављања у детињству допринело почетку болести. Рекла је како је одбила конвенционални медицински третман и започела режим опроштаја, заједно са терапијом, исхраном и рефлексологијом.
У интервјуу је тврдила да се овом методом ослободила рака и да је надживела сваког доктора који би могао потврдити причу.

## Дело и рад
Почетком седамдесетих година постала је практичарка религијске науке. У тој улози водила је семинаре за које верује да ће излечити своје болести и постати популарна као вођа радионице.
Проучавала трансценденталну медитацију са Махаришијем Махешом, јогијем на Универзитету Махариши у Ферфилду у Ајови.
Ту је проучавала ауторска дела новог мишљења (енгл. New Thought) попут Флоренс Сковел Шин која је тврдила да позитивно размишљање може променити људске и материјалне околности и оснивач религиозне науке Ернеста Холмса, који је научио да позитивно размишљање може оздравити тело.
Овај рад је убрзо прерастао у озбиљну каријеру. После неколико година, она је саставила детаљни водич менталних узрока физичких болести и развила систем позитивних образаца размишљања, као алатке за преобраћање болести у здравље. Ова њена компилација, била је основа за њену књигу „Излечите сопствено тело” (Heal Your Body).
Она је почела да путује по читавој Америци, предајући и одржавајући своје радионице о нашој љубави према себи и излечењу сопствених живота.

## Цитати
- “Ја не решавам своје проблеме. Ја решавам своје мисли, а онда се проблеми сами реше. Кад у својим мислима створимо мир, склад и равнотежу, тад их проналазимо и у свом животу”.
- “Посматрам свет очима љубави. Ја сам вредна љубави зато сто постојим!”
- “Пустити не значи жалити за прошлошћу, већ расти и живети за будућност”.
- “Сагледајте проблеме који вас муче и запитајте се како како сте размишљали кад сте их створили”.
- “Радујем се успеху других, јер успеха има довољно за све.”
- “Веруј у себе и већ си на пола пута!”
- “Лако је волети друге људе, када волиш и прихваташ себе.”